# 2022-es japán TCR-szezon
A 2022-es japán TCR-szezon a japán TCR-bajnokság negyedik szezonja volt. A szezonnyitó versenyhétvége április 8-10 között került megrendezésre, míg az évad október utolsó hétvégéjén, október 28-30 között zárult le.
A széria új gumiabroncs-beszállítója a Dunlop, ami a Yokohamát váltotta.
A címvédő a szombati, illetve a vasárnapi kiírásban is Hirobon volt, aki végül mindkét pontversenyben megvédte a bajnoki címét.

## Csapatok és versenyzők
| Csapat                                                           | Autó                            | Rajtszám | Versenyző         | Forduló  | Forrás |
| ---------------------------------------------------------------- | ------------------------------- | -------- | ----------------- | -------- | ------ |
| Birth Racing Project Audi Mie Birth Racing Project HITMAN ANDARE | Audi RS 3 LMS TCR (2021)        | 17       | Szuzuki Kendzsi   | Összes   | [ 5 ]  |
| Birth Racing Project Audi Mie Birth Racing Project HITMAN ANDARE | CUPRA León TCR                  | 18       | Ueda Maszajuki    | 5        | [ 6 ]  |
| Birth Racing Project Audi Mie Birth Racing Project HITMAN ANDARE | CUPRA León Competición TCR      | 19       | 'Hirobon'         | Összes   | [ 5 ]  |
| Team Motoyama                                                    | Audi RS 3 LMS TCR (2017)        | 24       | Takikava Szatosi  | 1–5      | [ 7 ]  |
| 55Moto Racing                                                    | Honda Civic Type R FK8 TCR      | 55       | 'Mototino'        | Összes   | [ 7 ]  |
| Zenyaku Kogyo with Team G/Motion'                                | Honda Civic Type R FK8 TCR      | 62       | Sioja Resszu      | Összes   | [ 7 ]  |
| Audi Team Mars                                                   | Audi RS 3 LMS TCR (2017)        | 65       | Kató Maszanobu    | Összes   | [ 7 ]  |
| M-Prototyping Team Stile Corse                                   | Alfa Romeo Giulietta Veloce TCR | 73       | Okura Mineki      | 1–2, 5–6 | [ 7 ]  |
| M-Prototyping Team Stile Corse                                   | Alfa Romeo Giulietta Veloce TCR | 73       | Nisizava Hidejosi | 4        | [ 8 ]  |
| M-Prototyping Team Stile Corse                                   | Alfa Romeo Giulietta Veloce TCR | 73       | Agemacu Dzsunicsi | 3        | [ 9 ]  |
| M-Prototyping Team Stile Corse                                   | Alfa Romeo Giulietta Veloce TCR | 74       | Agemacu Dzsunicsi | 5        | [ 6 ]  |
| J'S Techcen Giulietta TCR                                        | Alfa Romeo Giulietta TCR        | 88       | Umeda Sinszuke    | 1, 4–5   | [ 7 ]  |
| Dome Racing                                                      | Honda Civic Type R FK8 TCR      | 98       | Inocume Anna      | Összes   | [ 7 ]  |
| Floral Racing with UEMATSU                                       | Honda Civic Type R FK8 TCR      | 290      | Uemacu Tadao      | 6        | [ 10 ] |

## Versenynaptár
A japán TCR-bajnokság szervezői a 2022-es szezon naptárát 2021. december 7-én ismertették. A szezon előtt egy hivatalos közös tesztnap is megrendezésre került, március 22-én.
| A szezon előtti hivatalos teszt | A szezon előtti hivatalos teszt | A szezon előtti hivatalos teszt | A szezon előtti hivatalos teszt | A szezon előtti hivatalos teszt | A szezon előtti hivatalos teszt |
| Forduló                         | Forduló                         | Dátum                           | Helyszín                        | Pálya                           | Pályarajz                       |
| ------------------------------- | ------------------------------- | ------------------------------- | ------------------------------- | ------------------------------- | ------------------------------- |
|                                 |                                 | március 22.                     | Sizuoka prefektúra, Ojama       | Fuji Speedway                   |                                 |
| A szezon menete                 |                                 |                                 |                                 |                                 |                                 |
| 1.                              | 1.                              | április 8-10.                   | Sizuoka prefektúra, Ojama       | Fuji Speedway                   |                                 |
| 1.                              | 2.                              | április 8-10.                   | Sizuoka prefektúra, Ojama       | Fuji Speedway                   |                                 |
| 2.                              | 3.                              | június 25-26.                   | Okajama prefektúra, Okajama     | Okayama International Circuit   |                                 |
| 2.                              | 4.                              | június 25-26.                   | Okajama prefektúra, Okajama     | Okayama International Circuit   |                                 |
| 3.                              | 5.                              | július 23-24.                   | Mijagi prefektúra, Murata       | Sportsland Sugo                 |                                 |
| 3.                              | 6.                              | július 23-24.                   | Mijagi prefektúra, Murata       | Sportsland Sugo                 |                                 |
| 4.                              | 7.                              | augusztus 19-21.                | Tocsigi prefektúra, Motegi      | Mobility Resort Motegi          |                                 |
| 4.                              | 8.                              | augusztus 19-21.                | Tocsigi prefektúra, Motegi      | Mobility Resort Motegi          |                                 |
| 5.                              | 9.                              | szeptember 9-11.                | Sizuoka prefektúra, Ojama       | Fuji Speedway                   |                                 |
| 5.                              | 10.                             | szeptember 9-11.                | Sizuoka prefektúra, Ojama       | Fuji Speedway                   |                                 |
| 6.                              | 11.                             | október 28-30.                  | Mie prefektúra, Szuzuka         | Suzuka Circuit                  |                                 |
| 6.                              | 12.                             | október 28-30.                  | Mie prefektúra, Szuzuka         | Suzuka Circuit                  |                                 |

## Eredmények

### Áttekintés
A hétvégék során két időmérőt tartanak szombaton, az első a szombati kiírás versenyének rajtsorrendjéről dönt, míg a második időmérő a vasárnapi verseny rajtsorrendjéről.
| Forduló | Forduló | Pálya   | Első rajthely  | Leggyorsabb kör   | Győztes        | Győztes                            |
| Forduló | Forduló | Pálya   | Első rajthely  | Leggyorsabb kör   | Versenyző      | Csapat                             |
| ------- | ------- | ------- | -------------- | ----------------- | -------------- | ---------------------------------- |
| 1.      | 1.      | Fuji    | 'Hirobon'      | Kató Maszanobu    | Kató Maszanobu | Audi Team Mars                     |
| 1.      | 2.      | Fuji    | 'Hirobon'      | Inocume Anna      | 'Hirobon'      | Birth Racing Project HITMAN ANDARE |
| 2.      | 3.      | Okayama | 'Hirobon'      | Okura Mineki      | 'Hirobon'      | Birth Racing Project HITMAN ANDARE |
| 2.      | 4.      | Okayama | Inocume Anna   | Sioja Resszu      | 'Hirobon'      | Birth Racing Project HITMAN ANDARE |
| 3.      | 5.      | SUGO    | Kató Maszanobu | Kató Maszanobu    | Kató Maszanobu | Audi Team Mars                     |
| 3.      | 6.      | SUGO    | Kató Maszanobu | 'Hirobon'         | Kató Maszanobu | Audi Team Mars                     |
| 4.      | 7.      | Motegi  | Kató Maszanobu | Kató Maszanobu    | 'Hirobon'      | Birth Racing Project HITMAN ANDARE |
| 4.      | 8.      | Motegi  | Inocuma Anna   | 'Hirobon'         | 'Hirobon'      | Birth Racing Project HITMAN ANDARE |
| 5.      | 9.      | Fuji    | 'Hirobon'      | Agemacu Dzsunicsi | 'Hirobon'      | Birth Racing Project HITMAN ANDARE |
| 5.      | 10.     | Fuji    | Inocuma Anna   | Inocuma Anna      | Inocuma Anna   | Dome Racing                        |
| 6.      | 11.     | Suzuka  | Inocuma Anna   | Inocuma Anna      | Inocuma Anna   | Dome Racing                        |
| 6.      | 12.     | Suzuka  | Inocuma Anna   | Sioja Resszu      | Sioja Resszu   | Zenyaku Kogyo with Team G/Motion'  |

| Listavezető    | Listavezető |
| Versenyző      | Előny       |
| -------------- | ----------- |
| Kató Maszanobu | 4           |
| 'Hirobon'      | 9           |
| 'Hirobon'      | 19          |
| 'Hirobon'      | 26          |
| 'Hirobon'      | 13          |
| 'Hirobon'      | 14          |
| 'Hirobon'      | 22          |
| 'Hirobon'      | 23          |
| 'Hirobon'      | 30          |
| 'Hirobon'      | 20          |
| 'Hirobon'      | 12          |
| 'Hirobon'      | 26          |

Pontrendszer
| Helyezés | 1. | 2. | 3. | 4. | 5. | 6. | 7. | 8. | 9. | 10. | 11.– |
| -------- | -- | -- | -- | -- | -- | -- | -- | -- | -- | --- | ---- |
| Pont     | 25 | 18 | 15 | 12 | 10 | 8  | 6  | 4  | 2  | 1   | 0    |

### Versenyzők
| Szombati TCR japán sorozat | Szombati TCR japán sorozat | Szombati TCR japán sorozat | Szombati TCR japán sorozat | Szombati TCR japán sorozat | Szombati TCR japán sorozat | Szombati TCR japán sorozat | Szombati TCR japán sorozat | Szombati TCR japán sorozat |
| Poz.                       | Versenyző                  | FUJ                        | OKA                        | SUG                        | MOT                        | FUJ                        | SUZ                        | Pont                       |
| -------------------------- | -------------------------- | -------------------------- | -------------------------- | -------------------------- | -------------------------- | -------------------------- | -------------------------- | -------------------------- |
| 1.                         | 'Hirobon'                  | 21                         | 1                          | 34                         | 12                         | 1                          | 4                          | 141                        |
| 2.                         | Inocume Anna               | 45                         | 23                         | 2                          | 23                         | 2                          | 1                          | 129                        |
| 3.                         | Kató Maszanobu             | 14                         | Kiz                        | 1                          | 81                         | 34                         | 2                          | 105                        |
| 4.                         | 'Mototino'                 | 6                          | 3                          | 5                          | 4                          | 8                          | 3                          | 67                         |
| 5.                         | Sioja Resszu               | 3                          | Ni4                        | 43                         | 65                         | 95                         | Ki4                        | 49                         |
| 6.                         | Okura Mineki               | 52                         | 42                         |                            |                            | 5                          | 65                         | 49                         |
| 7.                         | Szuzuki Kendzsi            | 9                          | 5                          | Ki5                        | 5                          | 6                          | 7                          | 38                         |
| 8.                         | Takikava Szatosi           | 7                          | 6                          | 7                          | 7                          | Ni                         |                            | 26                         |
| 9.                         | Agemacu Dzsunicsi          |                            |                            | 6                          |                            | 43                         |                            | 23                         |
| 10.                        | Nisizava Hidejosi          |                            |                            |                            | 34                         |                            |                            | 17                         |
| 11.                        | Uemacu Tadao               |                            |                            |                            |                            |                            | 5                          | 10                         |
| 12.                        | Ueda Maszajuki             |                            |                            |                            |                            | 7                          |                            | 6                          |
| 13.                        | Umeda Sinszuke             | 8                          |                            |                            | Ni                         | Ni                         |                            | 4                          |
| Poz.                       | Versenyző                  | FUJ                        | OKA                        | SUG                        | MOT                        | FUJ                        | SUZ                        | Pont                       |
| Szombati TCR japán sorozat |                            |                            |                            |                            |                            |                            |                            |                            |

| Vasárnapi TCR japán sorozat | Vasárnapi TCR japán sorozat | Vasárnapi TCR japán sorozat | Vasárnapi TCR japán sorozat | Vasárnapi TCR japán sorozat | Vasárnapi TCR japán sorozat | Vasárnapi TCR japán sorozat | Vasárnapi TCR japán sorozat | Vasárnapi TCR japán sorozat |
| Poz.                        | Versenyző                   | FUJ                         | OKA                         | SUG                         | MOT                         | FUJ                         | SUZ                         | Pont                        |
| --------------------------- | --------------------------- | --------------------------- | --------------------------- | --------------------------- | --------------------------- | --------------------------- | --------------------------- | --------------------------- |
| 1.                          | 'Hirobon'                   | 1                           | 12                          | 3                           | 13                          | 23                          | 23                          | 147                         |
| 2.                          | Inocume Anna                | 5                           | 31                          | 2                           | 21                          | 1                           | 51                          | 121                         |
| 3.                          | Kató Maszanobu              | 32                          | 4                           | 1                           | 32                          | 3                           | 75                          | 104                         |
| 4.                          | Sioja Resszu                | 23                          | 6                           | 4                           | Ki                          | 4                           | 12                          | 82                          |
| 5.                          | 'Mototino'                  | 7                           | 25                          | 64                          | 4                           | 6                           | 4                           | 71                          |
| 6.                          | Szuzuki Kendzsi             | 64                          | 5                           | 5                           | 65                          | 84                          | 3                           | 60                          |
| 7.                          | Okura Mineki                | 4                           | 73                          |                             |                             | 92                          | 6                           | 35                          |
| 8.                          | Agemacu Dzsunicsi           |                             |                             | 75                          |                             | 5                           |                             | 18                          |
| 9.                          | Takikava Szatosi            | 9                           | 8                           | 8                           | 7                           | Ni                          |                             | 16                          |
| 10.                         | Nisizava Hidejosi           |                             |                             |                             | 5                           |                             |                             | 10                          |
| 11.                         | Ueda Maszajuki              |                             |                             |                             |                             | 7                           |                             | 6                           |
| 12.                         | Umeda Sinszuke              | 8                           |                             |                             | Ni                          | Ki                          |                             | 4                           |
| 13.                         | Uemacu Tadao                |                             |                             |                             |                             |                             | 8                           | 4                           |
| Poz.                        | Versenyző                   | FUJ                         | OKA                         | SUG                         | MOT                         | FUJ                         | SUZ                         | Pont                        |
| Vasárnapi TCR japán sorozat |                             |                             |                             |                             |                             |                             |                             |                             |

Megjegyzés:
- † – Nem fejezte be a futamot, de rangsorolva lett, mert teljesítette a versenytáv 70%-át.

### Csapatok
| Poz. | Csapat                             | #   | FUJ | FUJ | OKA | OKA | SUG | SUG | MOT | MOT | FUJ | FUJ | SUZ | SUZ | Pont |
| ---- | ---------------------------------- | --- | --- | --- | --- | --- | --- | --- | --- | --- | --- | --- | --- | --- | ---- |
| 1.   | Birth Racing Project HITMAN ANDARE | 19  | 21  | 1   | 1   | 12  | 34  | 3   | 12  | 13  | 1   | 23  | 4   | 23  | 288  |
| 2.   | Dome Racing                        | 98  | 45  | 5   | 23  | 31  | 2   | 2   | 23  | 21  | 2   | 1   | 1   | 51  | 250  |
| 3.   | Audi Team Mars                     | 65  | 14  | 32  | Kiz | 4   | 1   | 1   | 81  | 32  | 34  | 3   | 2   | 75  | 209  |
| 4.   | 55Moto Racing                      | 55  | 6   | 7   | 3   | 25  | 5   | 64  | 4   | 4   | 8   | 6   | 3   | 4   | 138  |
| 5.   | Zenyaku Kogyo with Team G/Motion'  | 62  | 3   | 23  | Ni4 | 6   | 43  | 4   | 65  | Ki  | 95  | 4   | Ki4 | 12  | 131  |
| 6.   | M-Prototyping Team Stile Corse     | 73  | 52  | 4   | 42  | 73  | 6   | 75  | 34  | 5   | 5   | 92  | 65  | 6   | 126  |
| 7.   | Birth Racing Project Audi Mie      | 17  | 9   | 64  | 5   | 5   | Ki5 | 5   | 5   | 65  | 6   | 84  | 7   | 3   | 98   |
| 8.   | Team Motoyama                      | 24  | 7   | 9   | 6   | 8   | 7   | 8   | 7   | 7   | Ni  | Ni  |     |     | 42   |
| 9.   | M-Prototyping Team Stile Corse     | 74  |     |     |     |     |     |     |     |     | 43  | 5   |     |     | 26   |
| 10.  | Floral Racing with UEMATSU         | 290 |     |     |     |     |     |     |     |     |     |     | 5   | 8   | 14   |
| 11.  | Birth Racing Project               | 18  |     |     |     |     |     |     |     |     | 7   | 7   |     |     | 12   |
| 12.  | J'S Techcen Giulietta TCR          | 88  | 8   | 8   |     |     |     |     | Ni  | Ni  | Ni  | Ki  |     |     | 8    |
| Poz. | Csapat                             | #   | FUJ | FUJ | OKA | OKA | SUG | SUG | MOT | MOT | FUJ | FUJ | SUZ | SUZ | Pont |

Megjegyzés:
- † – Nem fejezte be a futamot, de rangsorolva lett, mert teljesítette a versenytáv 70%-át.